# Eisai i foni
Eisai I Foni (letteralmente tu sei la voce) è il quarto singolo estratto dal quarto album di Helena Paparizou intitolato Vrisko To Logo Na Zo.